# Сандански манастир
Санданският манастир „Св. св. Козма и Дамян“ е български манастир, подчинен на Неврокопската епархия на Българската православна църква.

## Местоположение
Манастирът е разположен в Смилово, на 2 km североизточно от Сандански (Свети Врач), на десния бряг на Бистрица, сред стари кестенови дървета.

## История
Според археологически проучвания в района, на мястото е имало раннохристиянски манастир от IV – VI век – около църквата има очертания на стари зидове и са открити късноантични архитектурни елементи, както и глинени тръби са водопровод. По това време градът, който заради минералните си извори в езическо време е център на култа към Асклепий, е епископско седалище. Съществуват непотвърдени сведения, че в манастира са се съхранявали мощите на светите Козма и Дамян, отнесени при кръстоносните походи първо в Белград, а след това във Венеция. В сборника на Яков Крайков „Различни потреби“, отпечатан в 1572 година, в частта „Сказание и повест“ се дава кратка характеристика на различни светци и от кои места техните мощи са пренесени във Венеция. Козма и Дамян са обозначени като двама братя лекари от село близо до Мелник: „Сти В брата врачеве Козма и Дамїань ѡт некоїеме селѣ близь Мелника ѡ ѡбоихь глави и вьсе кости имать“. Манастирът вероятно е разрушен в XIV век при османското нашествие.
Католиконът на манастира се изгражда в 1928 при архиерейския наместник Теофан Христов Кацаров от Стояково. В 1950 година храмът е измазан и е поставен таван. През 1998 г. с дарения на Никола Дамянов е издигната оградата. Впоследствие са изградени и манастирските порти и са възстановени параклисите „Свети Димитър“ и „Света Петка“. В манастира има смятано за лековито аязмо Мирото.